# كاسب (اسم)
كاسب هو اسم علم مذكر من أصل عربي، ومعناه هو الرابح العامل من الفعل كسب.

## شخصيات تحمل الاسم
- كاسب باول (لاعب كرة سلة أمريكي، 18 مارس 1981 – )

## وصلات خارجية
- موسوعة السلطان قابوس لأسماء العرب نسخة محفوظة 5 أبريل 2019 على موقع واي باك مشين.